# Skeletor
Skeletor  est un personnage fictif du dessin animé Les Maîtres de l'univers.
Véritable incarnation du mal sur la planète Eternia, Skeletor — Seigneur de la destruction — cherche à s'emparer du pouvoir du Château des ombres, grâce auquel il pourra contrôler l'univers. 

## Figurine
Figurine issue de la gamme créée par Mattel, Skeletor (Keldor) est articulé au cou, épaules, buste (à retour rapide actionné par un ressort intérieur) ainsi qu'aux jambes. Toutes les autres figurines sont similaires en taille et possèdent un accessoire (en général une arme mais ce peut être autre chose). Dans chaque "package", il y avait une mini bande dessinée relatant les aventures du héros concerné. Les premiers jouets furent commercialisés dès 1981 bien avant la diffusion du dessin animé (1984). C'est à la suite de l'énorme succès commercial de cette gamme de jouets que les aventures des "Maîtres de l'univers" furent créées sous forme de série animée.

## Biographie

### D'après les minicomics
Les premiers minicomics avant 1983 relatent une continuité sensiblement différente de l'histoire d'Eternia. Dans cette continuité, appelée Mini-Eternia, il n'y a pas de famille royale ni de Prince Adam et Musclor est le héros d'une tribu sauvage. Quant à Skeletor, il provient d'une dimension parallèle où il règne sur des êtres semblables à lui. Lors de La Grande guerre, un affrontement qui a ravagé Eternia, une brèche se serait créée permettant à Skeletor de pénétrer dans cette dimension. Différence notable, son objectif est ici de rouvrir ce passage à son peuple afin de pouvoir conquérir Eternia. Pour ce faire, Skeletor doit s'emparer du Château des ombres. Dès le premier minicomics, Skeletor est accompagné de Mer-man et de Beast Man.
À partir de 1983, les minicomics se situent dans la même continuité que la série animée et le profil de Skeletor lui est fidèle. Avec l'introduction de la Horde sauvage, on apprend que Skeletor était l'élève de Hordak avant qu'il ne trahisse ce dernier dans des circonstances mystérieuses. Après l'arrêt de la série animée, de nouveaux éléments inédits viennent s'ajouter à l'histoire. Dans King of the Snake Men, Skeletor libère le Roi Hiss, le leader des Hommes-Serpents banni par les Anciens, et s'associe avec lui. Ensemble, les deux génies du mal essaient vainement de ramener l'armée des Hommes-Serpents sur Eternia.
C'est surtout À la Recherche de Keldor qui apporte la révélation la plus intéressante : on y apprend que le Roi Randor recherche son frère Keldor, disparu depuis des années. Ce dernier pratiquait l'art de la magie jusqu'à ce que ses expériences échouent et le projettent dans une dimension en dehors du temps. Lorsque la Sorcière commence à ouvrir les voiles du temps pour retrouver Keldor, Skeletor intervient pour l'en empêcher. Il estime que ce secret pourrait le détruire, ce qui laisse supposer que Keldor et Skeletor seraient en réalité une même personne... l'histoire restera en suspens avec l'arrêt de la ligne de jouets. Steven Grant, le scénariste du minicomics, a confirmé cette théorie selon laquelle Mattel avait dans l'idée d'en faire un genre de Dark Vador, altéré par des énergies cosmiques, mais que ce background n'était pas encore définitif.

### D'après les autres séries ou médias

#### Les Maîtres de l'Univers: Révolution
Dans la série Les Maîtres de l'Univers : Révolution, se déroulant dans la continuité de la série originale, le passé de Skeletor est dévoilé. Il était autrefois Keldor, fils illégitime du roi Miro et d'une femme de la race des Gars, et est donc le demi-frère de Randor, avec qui il était très proche. Mais n'étant ni l'héritier du trône, ni un Eternien, la reine Sayrn demanda à Miro de renvoyer Keldor parmi les siens quand il serait majeur, ce qu'il fit à contrecœur, attristant grandement les deux frères.
Tout bascule pour Keldor, le jour où la Horde attaque sa cité ne laissant aucun survivant. Il fut retrouvé par Hordak qui le prend sous son aile et le manipule en lui faisant rejeter la faute sur Eternia qui lui ont pris ce qui lui revenait de droit. Après être devenu un fidèle acolyte de la Horde manipulant la magie, Hordak le convainc à se saisir du Bâton de Havoc, ce qui brûla la peau du visage de Keldor exposant son crâne. Par la suite, Hordak modifia les souvenirs de Keldor pour lui faire croire qu'il est un démon d'une autre dimension et lui donne le nom de Skeletor.
Après avoir été abandonné par son maître quand il enleva un des enfants de Randor, Skeletor déserte la Horde avec son acolyte Démonia.

## Pouvoirs et capacités
Skeletor possède un éventail de pouvoirs mystiques et est un sorcier extrêmement puissant avec un contrôle sur une vaste gamme de pouvoirs magiques sombres, comme la téléportation et d'autres sur de longues distances, envoyer des ordres télépathiques à ses serviteurs, faire pousser des plantes, hypnotisme, illusions, la réflexion, les rayons de gel et les passerelles ouvertes entre les dimensions. Il possède également une compétence scientifique considérable, et est montré pour avoir la compétence dans la création de diverses machines et appareils à la fois dans la série animée Filmation et New Adventures. La série 2002 le montre également comme un épéiste hautement qualifié, brandissant deux épées et affrontant plusieurs adversaires.
Il est généralement armé d'une arme magique appelée le Bâton de Destruction, un long sceptre couronné d'un crâne de bélier - parfois représenté avec une boule de cristal incorporée. Il peut décharger des boules de force mystique de la tête du sceptre, ou l'utiliser comme un foyer pour des formes de magie plus puissantes telles que le vol de rêves. Skeletor a également montré la capacité de décharger l'énergie de son propre corps, comme on le voit dans le film de 1987 où il jette l'éclair de ses mains, ainsi que dans la série animée originale où il projette de l'énergie à partir de ses doigts. Dans la série de 2002, ses pouvoirs innés semblent beaucoup plus limités, bien que ceux-ci, lorsqu'ils sont combinés avec les capacités de son sceptre, semblent presque illimités et très puissants en terme puissance brute.
Dans les premiers mini-comics, Skeletor possède parfois la moitié de l'épée de pouvoir. De cette arme il pourrait également projeter des énergies magiques. Il a également effectué une visualisation à distance via une boule de cristal. Il s'est également montré un épéiste doué. En tant que maître des arts occultes, il est également au courant de beaucoup de connaissances secrètes sur l'univers.
Toutes les versions décrivent Skeletor comme étant extrêmement rusé et intelligent. Il est également très fort, bien que sa force ne soit pas comparable à celle de Musclor. Il a peu de faiblesses, à part son incapacité à contrôler sa colère, et parfois son excès de confiance peut aussi être sa perte.